# Маджид Ходаеї
Маджид Ходаеї (перс. مجید خدایی; нар. 26 серпня 1978, Мешхед, остан Хорасан-Резаві) — іранський борець вільного стилю, бронзовий призер чемпіонату світу, чемпіонату Азії і Кубку світу, учасник Олімпійських ігор.

## Життєпис
Боротьбою почав займатися з 1991 року. У 1997 році став чемпіоном світу серед юніорів. Того ж року став бронзовим призером  чемпіонату світу серед військовослужбовців. Тричі ставав призером чемпіонатів світу серед студентів (2000, 2002, 2005).

## Спортивні результати на міжнародних змаганнях

### Виступи на Олімпіадах
| Змагання                    | Збірна | Вагова категорія          | Місце |
| --------------------------- | ------ | ------------------------- | ----- |
| Літні Олімпійські ігри 2004 | Іран   | вільна боротьба, до 84 кг | 5     |

### Виступи на Чемпіонатах світу
| Змагання                        | Збірна | Вагова категорія          | Місце  |
| ------------------------------- | ------ | ------------------------- | ------ |
| Чемпіонат світу з боротьби 2001 | Іран   | вільна боротьба, до 85 кг | 14     |
| Чемпіонат світу з боротьби 2002 | Іран   | вільна боротьба, до 84 кг | Бронза |
| Чемпіонат світу з боротьби 2003 | Іран   | вільна боротьба, до 84 кг | 22     |

### Виступи на Чемпіонатах Азії
| Змагання                       | Збірна | Вагова категорія          | Місце  |
| ------------------------------ | ------ | ------------------------- | ------ |
| Чемпіонат Азії з боротьби 2006 | Іран   | вільна боротьба, до 84 кг | Бронза |

### Виступи на Кубках світу
| Змагання                    | Збірна | Вагова категорія          | Місце  |
| --------------------------- | ------ | ------------------------- | ------ |
| Кубок світу з боротьби 1998 | Іран   | вільна боротьба, до 76 кг | Бронза |
| Кубок світу з боротьби 2004 | Іран   | вільна боротьба, до 84 кг |        |

### Виступи на інших змаганнях
| Змагання                                                  | Збірна | Вагова категорія          | Місце  |
| --------------------------------------------------------- | ------ | ------------------------- | ------ |
| Чемпіонат світу з боротьби серед військовослужбовців 1997 | Іран   | вільна боротьба, до 76 кг | Бронза |
| Кубок Азії і Океанії з боротьби 1997                      | Іран   | вільна боротьба, до 76 кг | Золото |
| Чемпіонат світу з боротьби серед студентів 2000           | Іран   | вільна боротьба, до 85 кг | Срібло |
| Чемпіонат світу з боротьби серед студентів 2002           | Іран   | вільна боротьба, до 84 кг | Бронза |
| Чемпіонат світу з боротьби серед студентів 2005           | Іран   | вільна боротьба, до 84 кг | Срібло |

### Виступи на змаганнях молодших вікових груп
| Змагання                                      | Збірна | Вагова категорія          | Місце  |
| --------------------------------------------- | ------ | ------------------------- | ------ |
| Чемпіонат світу з боротьби серед юніорів 1997 | Іран   | вільна боротьба, до 76 кг | Золото |